# Костеньки
Костеньки — деревня в Назаровском районе Красноярского края России. Входит в состав Дороховского сельсовета.

## География
Деревня расположена в 16 км к востоку от райцентра Назарово.

## Население
| 2010 |
| ---- |
| 149  |

Гендерный состав
По данным Всероссийской переписи населения 2010 года 71 мужчина и 78 женщин из 149 чел.